# Marvin Rodríguez Cordero
Marvin Rodríguez Cordero, né le 20 octobre 1960 à Puntarenas, est un éducateur et homme d'État costaricain, second vice-président de la République de 2018 à 2022. 

## Biographie
Marvin Rodríguez Cordero naît le 20 octobre 1960 dans la ville de Puntarenas, sur la côte ouest du Costa Rica, à une cinquantaine de kilomètres à l'ouest de San José.
Il étudie à l'université du Costa Rica et obtient un diplôme d'enseignant dans le primaire puis obtient un diplôme d'éducateur après avoir étudié à l'Université de Cartago-Florencio del Castillo. Il passe une partie de sa vie en tant qu'enseignant et directeur de centres éducatifs le long des côtes des provinces de Puntarenas et de Limón.
Son expérience en tant qu'enseignant et éducateur lui permet de gravir des échelons dans des organisations à l'échelle nationale comme le Syndicat des travailleurs de l'éducation du Costa Rica, la Confédération syndicale Rerum Novarum et l'Assemblée des travailleurs de la Banque populaire et communautaire de développement.

### Second vice-président du Costa Rica
Lors de l'élection présidentielle de 2018 au Costa Rica, Carlos Alvarado remporte l'élection face à Fabricio Alvarado. Il entre en fonction le 8 mai avec Epsy Campbell Barr comme première vice-présidente et Rodríguez Cordero comme second vice-président.
En cette qualité, il est chargé de la coordination du bureau des Caraïbes, le suivi de l'agenda des handicapés et des aînés et la coordination des questions liées à l'économie sociale solidaire.
La « loi 10086 sur la promotion et la réglementation des ressources énergétiques distribuées à partir de sources renouvelables » est signée le 8 décembre 2021 par Rodríguez Cordero, le ministre de l'Environnement et de l'Énergie Andrea Meza et le ministre des Travaux publics et des Transports Rodolfo Méndez Mata, dans le but de décentraliser la production d'électricité au Costa Rica.
Le 4 mars 2022, en compagnie d'Olivia Grégoire et de Myss Belmonde Dogo, il reconnaît l'économie sociale et solidaire, dont il est chargé dans ses fonctions, à la Conférence internationale de Paris sur la reconnaissance internationale de l'économie sociale et solidaire. Un mois plus tard, en avril 2022, sous la demande de Rodríguez Cordero, la CEPALC et la CONAPAM présentent le livre Vision multidisciplinaire des droits de l'homme des personnes âgées devant cent-vingt représentants de quatorze pays d'Amérique latine ; appuyant ainsi ses fonctions sur le suivi de l'agenda des aînés.
Le 8 mai 2022, Rodríguez Cordero laisse sa place, tout comme le président et la première vice-présidente, au nouveau gouvernement de Rodrigo Chaves, élu président le 3 avril précédent.

## Déplacements
- Visite d'État au Qatar en novembre 2021[6],[7],[8],[9]. Il rencontrera l'ambassadeur du Qatar au Costa Rica, Khamis bin Rashid Al Kaabi, dans le courant du mois de novembre pour passer en revue les liens de coopération entre les deux pays[10].